# Joe Courtney (politiker)

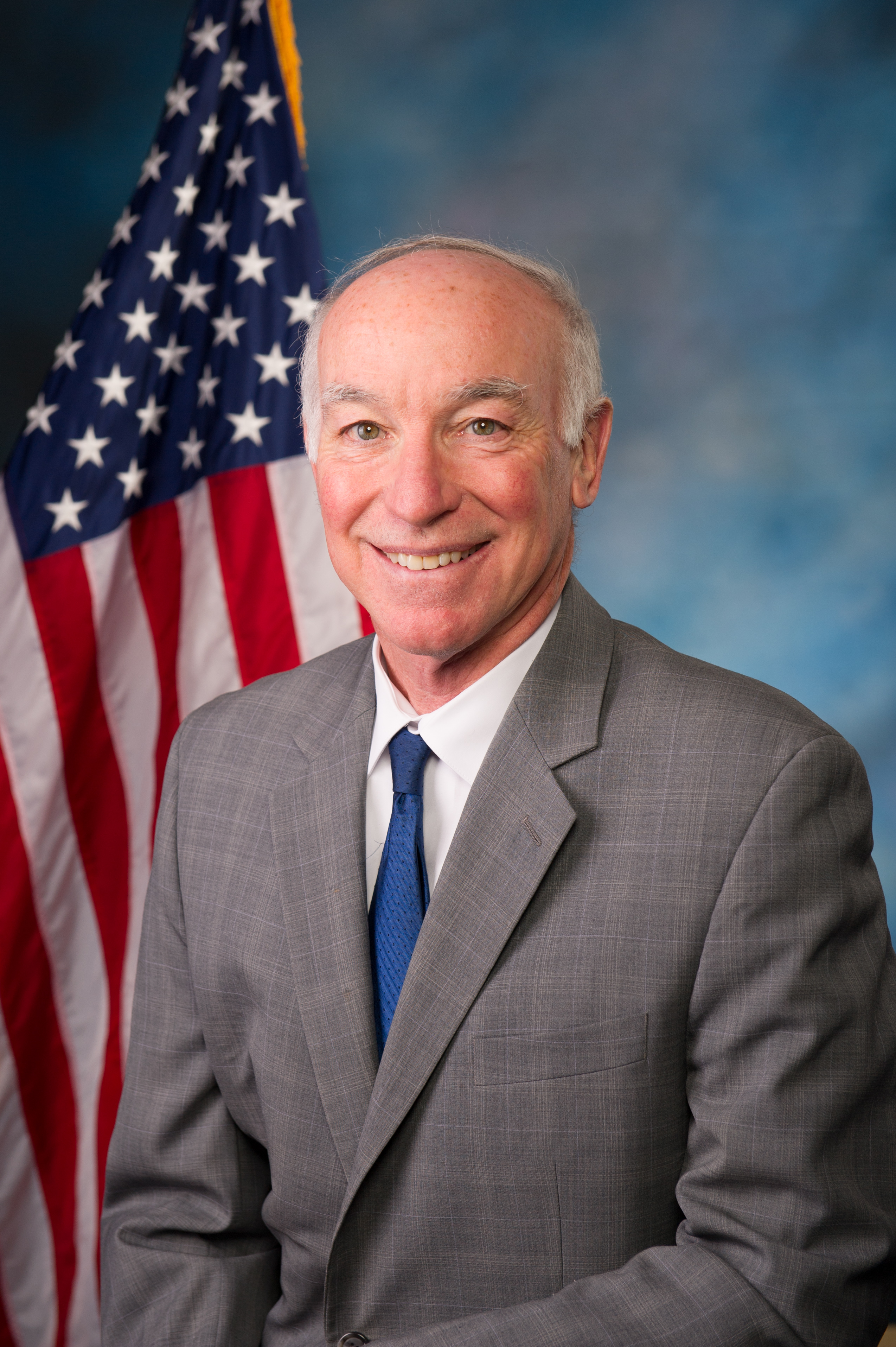
Joe Courtney (politiker) 2016.

Joseph "Joe" Courtney, född 6 april 1953 i Hartford, Connecticut, är en amerikansk demokratisk politiker. Han representerar delstaten Connecticuts andra distrikt i USA:s representanthus sedan 2007.
Courtney utexaminerades 1975 från Tufts University och avlade 1978 juristexamen vid University of Connecticut och arbetade därefter som advokat.
Courtney utmanade sittande kongressledamoten Rob Simmons i kongressvalet i USA 2006 och vann med mycket knapp marginal. Han omvaldes två år senare.
Courtney är katolik. Han och hustrun Audrey har två barn.